# Storøya (Spitzbergen)
Storøya (norwegisch „große Insel“) ist eine zum norwegischen Spitzbergen-Archipel gehörende Insel vor der Ostküste Nordostlands.
Die Insel ist von Kap Laura im Osten Nordostlands, durch den 13 km breiten Storøysund getrennt. 61 km weiter östlich liegt die Insel Kvitøya. Die Fläche Storøyas beträgt etwa 50 km², wovon 29 km² im Süden von der 245 m hohen, fast kreisrunden Eiskappe Storøyjøkulen bedeckt sind. Deren Fläche hat von 1977 bis 2011 um 0,9 km² abgenommen, ihr Volumen um 0,4 km³. Eisfreie Gebiete gibt es vor allem im Norden und Osten der Insel, aber auch die felsigen Landspitzen im Süden sind nicht permanent vereist. Der Nordteil der Insel ist flach und steinig und weist zahlreiche kleine Seen auf.
Die Insel ist wegen der schwierigen Eisverhältnisse schwer erreichbar. Noch an der Wende zum 20. Jahrhundert wurde sie auf den Seekarten der Britischen Admiralität zu groß und etwa 10 Minuten zu südlich verzeichnet. Seit 1973 gehört sie zum Nordost-Svalbard-Naturreservat. Auf Storøya sind regelmäßig Walrosse und Eisbären anzutreffen. Hier nisten Küstenseeschwalben und Schwalbenmöwen, früher auch die seltene Elfenbeinmöwe.
Auf dem Vorgebirge an der Westküste der Insel steht seit 1980 eine vom Norwegischen Polarinstitut errichtete Schutzhütte.
Storøya wird auch von Touristengruppen besucht. Im Juli 2006 kam es dabei zu einem Zwischenfall, als ein Touristenführer einen Eisbären erschoss.